# Белая (приток Ангары)
Бе́лая (в верховье Больша́я Бе́лая) — река в Бурятии и Иркутской области России. Впадает в Братское водохранилище, ранее была левым притоком Ангары. Длина реки — 359 км, площадь водосборного бассейна — 18 000 км². Средний расход воды — 180,58 м³/с.
Вдоль реки в низовье, в особенности по левобережью, расстилаются богатые пастбища. В бассейне реки находятся месторождения графита и нефрита.
Возможно, название реки связано с выходами на её берегах горных пород белого цвета — известняков и белой керамической глины.
Образуется при слиянии рек Бурун-Саган-Бильчир и Саган-Бильчир на высоте 1729,4 м в горах Бельские Гольцы. Протекает по слабозаселённой горной территории. Берега её живописны, нередко обрываются отвесными скалами к руслу. В верхнем и среднем течении реки имеются пороги и водопады. В бассейне Белой протекает 1573 реки общей протяжённостью 7417 км. Питание Белой смешанное: главный источник питания (больше 60 %) — дожди. Выпадающие в бассейне реки осадки вызывают резкие подъёмы уровня воды — до 8 м. Средний годовой расход воды — 178 м³/с, наименьший расход приходится на февраль — март и составляют 16 м³/с. Годовой сток Белой — 5,6 км³, сток за период с мая по октябрь составляет более 80 % от годового.
В нижнем течении реки Белая находятся палеолитические стоянки Мальта́, Черёмушник I, Черёмушник II, Георгиевское I.

## Гидрология
| Средний расход воды (м³/с) реки Белая по месяцам и за год с 1936 по 1966 гг. (замеры производились на гидрологическом посту в районе села Мальта в 22 км от устья) |

| Средний расход воды (м³/с) реки Белая по месяцам с 1959 по 1968 гг. (замеры производились на гидрологическом посту в районе посёлка Новостройка, 118 км от устья) |